# 法律法語

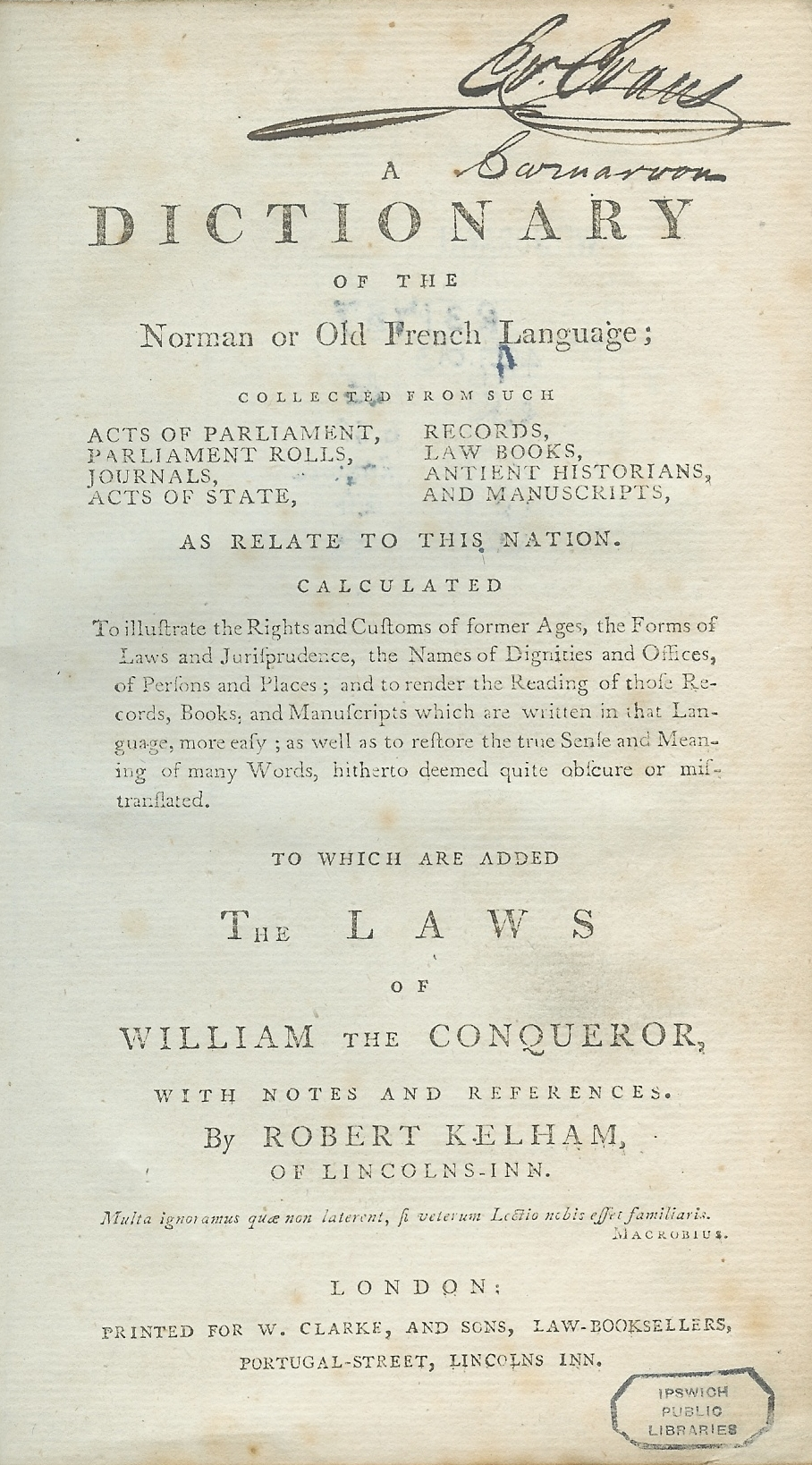
凱勒姆的Dictionary of the Norman or Old French Language（1779年）提供了議會與法律紀錄中法律法語術語的英語翻譯。

法律法語（英語：Law French）是一種古老的語言，最初基於古諾曼語以及盎格魯-諾曼語，但漸漸受到巴黎法語以及後來英語的影響。這種語言自1066年諾曼征服英格蘭起，被採用為英格蘭的法院法律用語，並在英格蘭和威爾斯及愛爾蘭的法院當中持續使用幾個世紀。雖然法律法語作為一種敘事體法律語言而言已經過時，但許多普通法司法管轄區的法官與律師仍會使用許多個別的法律法語術語。

## 歷史
已知最早以「法語」（即盎格魯-諾曼語）論述英格蘭法律的文件，可追溯自13世紀的第3季，包含了2份特定的文件。第一份文件為《牛津條例》（1258年），第二份文件則為《重要判例集》（約1250年至1270年），為一份法律原則及簡要判例的收集冊。

## 外部連結
- The Law-French Dictionary Alphabetically Digested. 1718.

template:Norman language